# Аугуставас
Аугуставас (лит. Augustavas) — населённый пункт в восточной части Литвы. Входит в состав Швенченеляйского староства Швянчёнского района. В 2011 году население Аугуставаса составило 78 человек. Расположено в 2 км к северу от города Швенчёнеляй. Ближайший населённый пункт — село Юодишкис.

## Население
| 1905                           | 1931 | 1959 | 1970 | 1979 | 1989 | 2001 | 2011 |
| ------------------------------ | ---- | ---- | ---- | ---- | ---- | ---- | ---- |
| 21                             | 12   | 13   | 6    | 5    | 282  | 189  | 78   |
| Гистограмма динамики населения |      |      |      |      |      |      |      |